# Tinamú cama-roig
El tinamú cama-roig (Crypturellus erythropus) és una espècie d'ocell de la família dels tinàmids (Tinamidae) que viu en zones boscoses del nord de Colòmbia, Guyana, Surinam, l'illa Margarita i el nord del Brasil. Alguns autors consideren algunes poblacions, espècies separades (C.saltuarius, C.idoneus) 